# میکائیل آرامیان
میکائیل سروژی آرامیان (ارمنی: Միքայել Սերոժի Արամյան؛ زادهٔ ۱۵ ژانویهٔ ۱۹۵۳) یک  سیاستمدار اهل ارمنستان است که از تاریخ ۱۹۹۰ تا تاریخ ۱۹۹۵ سمت نمایندگی دوره اول شورای عالی جمهوری ارمنستان را برعهده داشت.

## زندگی‌نامه
در ۱۵ ژانویهٔ ۱۹۵۳ در ارمنستان به دنیا آمد و از دانشگاه ملی پلی‌تکنیک ارمنستان فارغ‌التحصیل شد. 